# ألان فيرفاكس
ألان فيرفاكس (16 يونيو 1906 في أستراليا - 17 مايو 1955 في الإمبراطورية الرومانية) (بالإنجليزية: Alan Fairfax)‏ هو لاعب كريكت أسترالي. شارك مع منتخب أستراليا الوطني للكريكت.

## وصلات خارجية
- ألان فيرفاكس على موقع إي آس بي آن كريك إنفو (الإنجليزية)